# Giuseppe Lazzarotto
Giuseppe Lazzarotto (né le 24 mai 1942) est un prélat italien de l'Église catholique qui a travaillé au service diplomatique du Saint-Siège de 1971 à 2017, avec le rang de nonce apostolique et d'archevêque depuis 1994.

## Biographie
Giuseppe Lazzarotto est né à Carpanè, Vicence, Italie, le 24 mai 1942. Il étudie la prêtrise et est ordonné prêtre du diocèse de Padoue le 1er avril 1967. Il termine le programme d'études à l'Académie pontificale ecclésiastique en 1967 et obtient un doctorat en droit canonique.

## Carrière diplomatique
Il entre au service diplomatique du Saint-Siège en 1971. Lazzarotto fait partie des délégations en Zambie et au Malawi (en), en Belgique (en), à Cuba (en) et à Jérusalem (en), et de la section pour les relations avec les États de la Secrétairerie d'État du Saint-Siège de 1984 à 1994. Il est nommé nonce apostolique en Jordanie (en) et en Irak (en) le 23 juillet 1994 et nommé archevêque titulaire de Numana (de). Il est consacré évêque le 7 octobre 1994 par le cardinal Angelo Sodano assisté de l'archevêque Miroslav Stefan Marusyn et de l'évêque Antonio Mattiazzo
Il est nommé nonce apostolique en Irlande (en) le 11 novembre 2000.
En 2007, un questionnaire sur les candidats potentiels à l'épiscopat que Lazzarotto a envoyé aux prêtres du diocèse de Down et Connor est rendu public. M. Lazzarotto refuse de faire des commentaires à ce sujet en déclarant que « tous les aspects liés au processus de nomination épiscopale doivent être traités dans la plus stricte confidentialité. J'espère que vous comprendrez que je ne peux pas déroger à cette pratique ».
Le 22 décembre 2007, Benoît XVI le nomme nonce apostolique en Australie (en)
Le 18 août 2012, le pape Benoît le nomme nonce apostolique en Israël (en) et délégué apostolique à Jérusalem et en Palestine (en), auxquelles il ajoute les responsabilités de nonce apostolique à Chypre (en) le 30 août.
Il prend sa retraite du service diplomatique en août 2017. Le 4 octobre, le pape François le nomme membre de la Congrégation pour l'évangélisation des peuples. Fin 2017, il est nommé assesseur de l'Ordre du Saint-Sépulcre par son grand maître, le cardinal Edwin O'Brien. Il démissionne de ce poste pour des raisons de santé en 2019.